# Oberlinspher Mühle

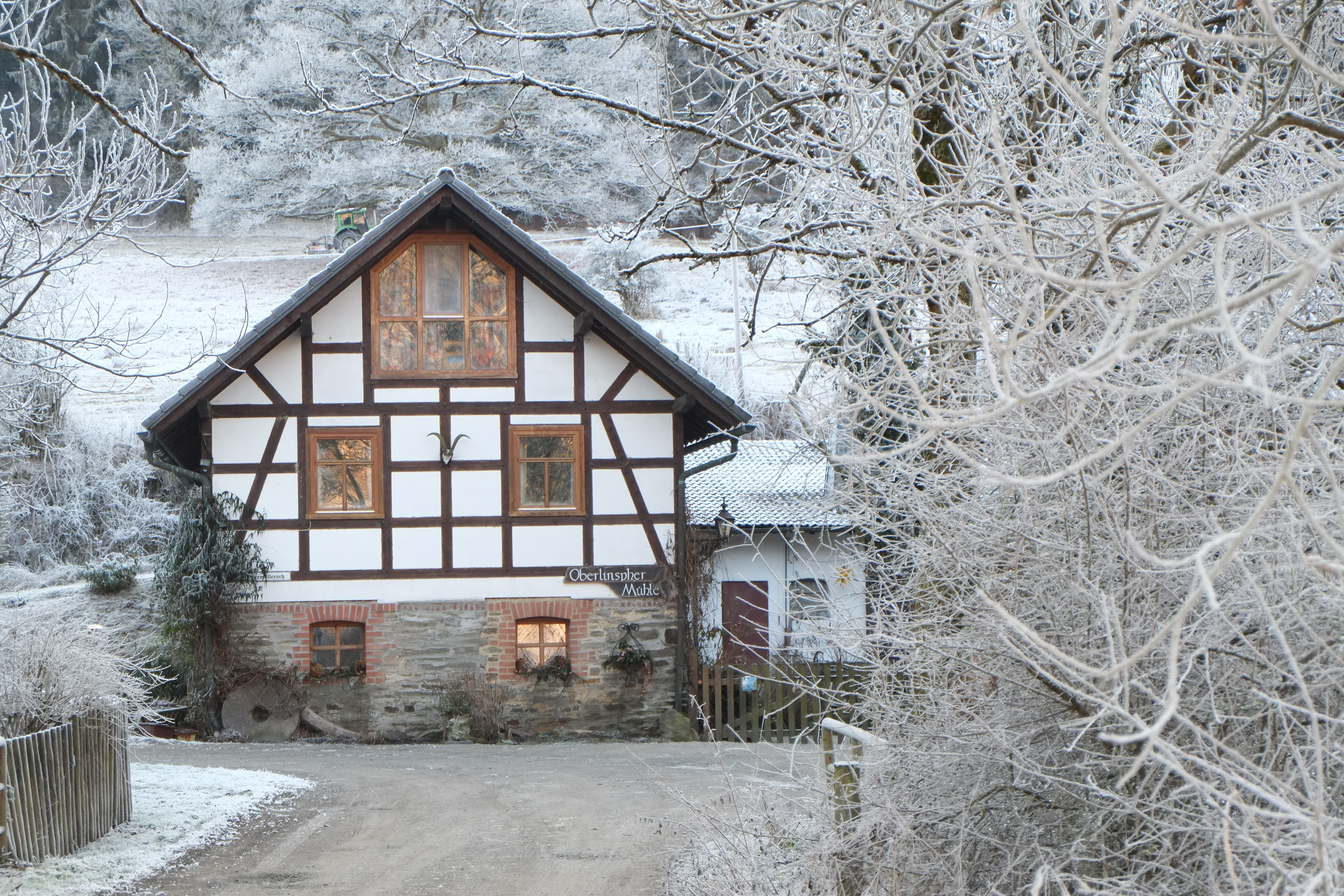
Oberlinspher Mühle im Winter

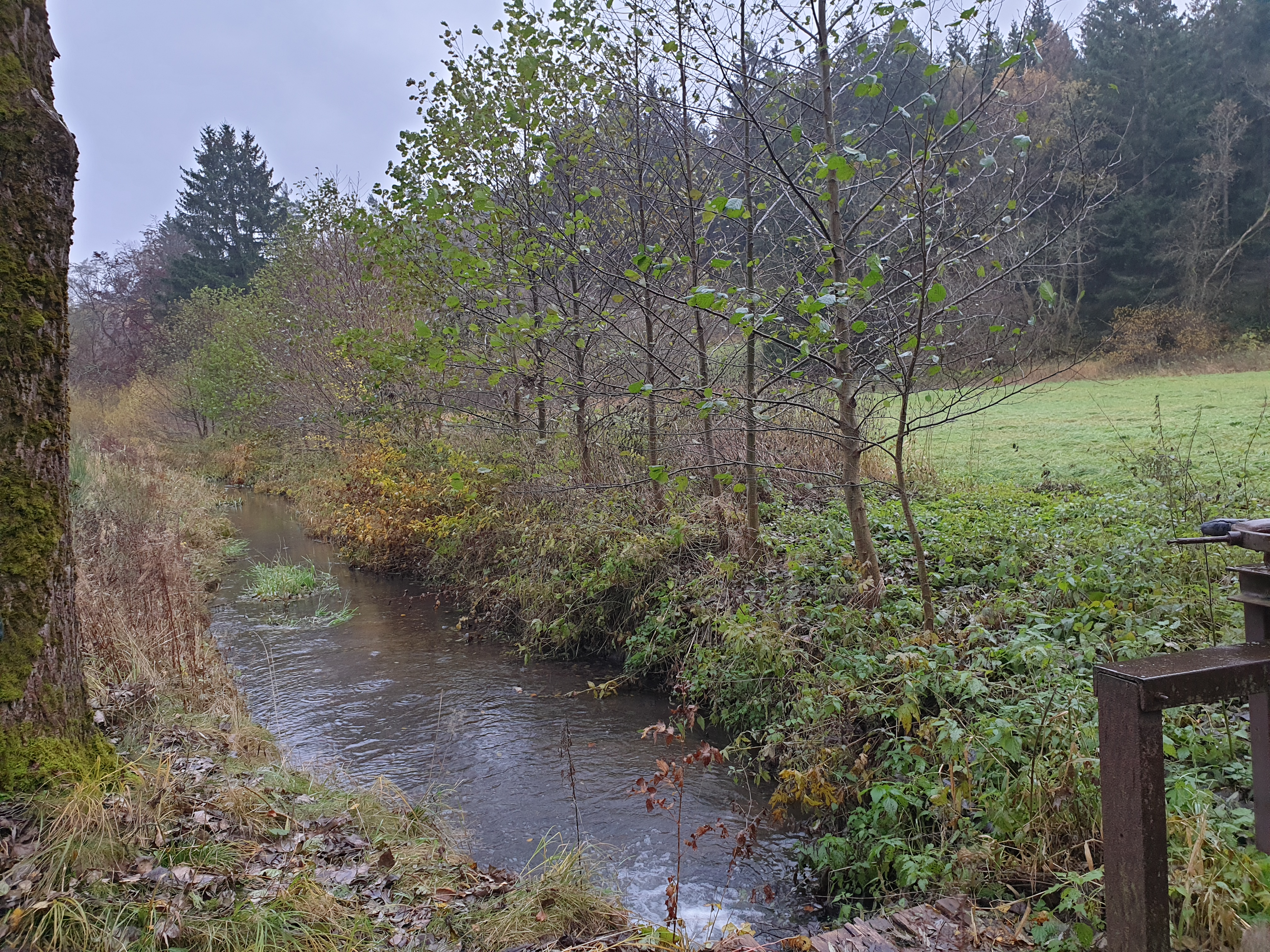
Mühlgraben nahe dem Wehr

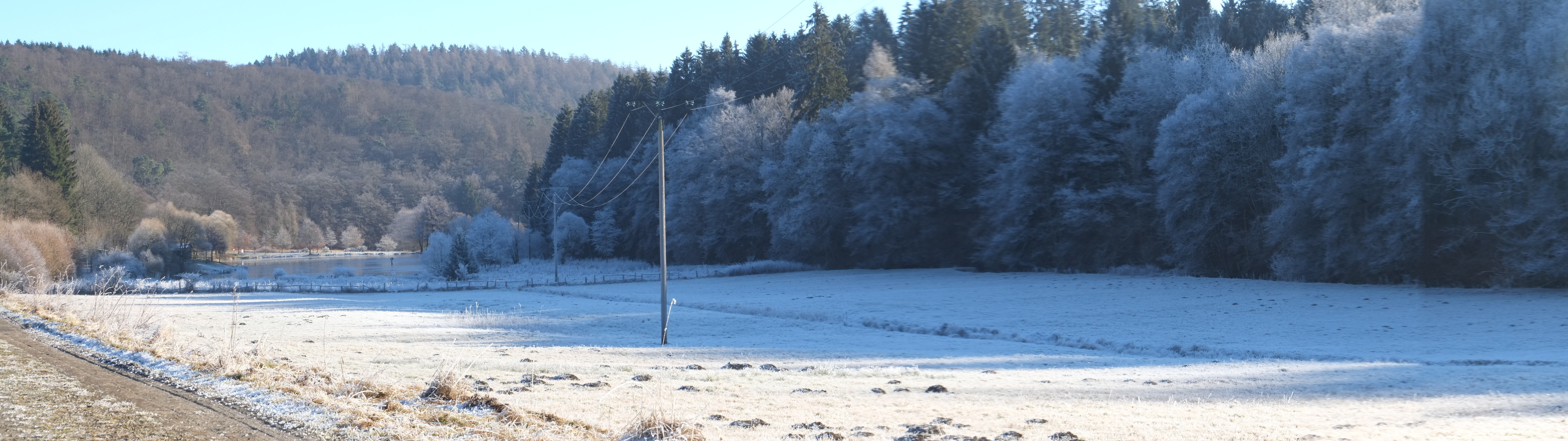
Tal des Linspherbachs und Silbersee nahe der Mühle

Die Oberlinspher Mühle ist eine denkmalgeschützte Wassermühle am Linspherbach, die vom Naturschutzgebiet Oberlauf des Linspherbaches eingeschlossen wird. Sie liegt auf 420 m Höhe über NHN bei Bromskirchen in der Gemeinde Allendorf (Eder) im hessischen Landkreis Waldeck-Frankenberg, rund 2 km nordwestlich der Unterlinspher Mühle.

## Geschichte
Bis 1537 gehörten Bromskirchen und Somplar zum Herzogtum Westfalen. Durch eine Grenzeinigung des Kölner Erzbischofs mit dem Landgrafen von Hessen entstand eine neue Grenze zum benachbarten Hallenberg, in dem eine Getreidemühle stand. Im letzten Drittel des 16. Jahrhunderts verschärften sich die Glaubenskämpfe zwischen dem kurkölschen Hallenberg und dem protestantischen Oberhessen, so dass die Bromskirchener eine eigene Mühle brauchten. 1571 wurde dem Müller Junghenn Steuber aus Elbrighausen genehmigt, am Wasser der Linsphe eine Mühle zu bauen und sie als Erblehen zu betreiben. 1885 lebten fünf Bewohner in der Mühle. Diese wurde bis in die 1960er Jahre durch die Familie Steuber betrieben. Mühlkanal und Mühlteich bestehen wie die Wasser- und Staurechte bis heute und werden zur Stromerzeugung mit einer Turbine genutzt. Seit 1988 ist die Mühle ein Tagungshaus.

## Gebäude
Das Gehöft der Mühle ist ein Vierseithof, an dessen westlicher Seite das im 19. Jahrhundert errichtete Wohn- und Mühlengebäude auf einem Werksteinsockel steht. Sein Fachwerk ist stockwerkweise aus geraden, gering dimensionierten Hölzern verzimmert. Die Mühle verfügte über einen oberschlächtigen Mahlgang. Das Hauptgebäude ist ein Kulturdenkmal nach dem hessischen Denkmalschutzgesetz.